# 本多嘉一郎
本多 嘉一郎（ほんだ かいちろう、1903年（明治36年）8月23日 - 1980年（昭和55年）5月15日）は、日本の映画人、地方政治家。第4代調布市長を1962年（昭和37年）から1978年（昭和53年）までの4期16年にわたり務めた。
1903年（明治36年）、大分県（現在の杵築市）に生まれる。

## 来歴

### 多摩川撮影所
20代の頃の本多は、東亜キネマ京都撮影所（等持院撮影所）の撮影部に在籍し、1930年（昭和5年）久保義郎監督、岡田静江主演の無声映画『一度はすべての女に』の撮影技師などを務めた。
1931年、東亜キネマの経営不振から同社の業務を代行するために発足した東活映画社に移籍した。京都の映画会社である東活映画社が、1932年（昭和7年）に東京地区に撮影所を新設しようとした際、東京へ調査に派遣したのが本多であった。
本多は、多摩川沿いの東京府北多摩郡調布町大字布田小島分（当時は北多摩郡布田小島分村、現在の東京都調布市多摩川6丁目1-1）に白羽の矢を立て、「水澄み、時代劇、現代劇に最適なり」と京都の本社へ打電した。同地は当時京王電気軌道（現：京王電鉄）が1927年に建設・開業したばかりのレジャーランド「京王閣」や、京王線に1916年に開通した「多摩川原駅」（現：京王多摩川駅）が至近の好立地であった。
しかし東活映画社はまもなく解散し、本多が育った京都の撮影所は競売に付された。1933年（昭和8年）に東活映画社を母体として日本映画が設立された。本多の尽力により同地に建設された「日本映画多摩川スタジオ」は、1934年（昭和9年）の日本映画倒産により、日活が買収して「日活多摩川撮影所」となり、さらに1942年の戦時統合により設立された大映の「大映多摩川撮影所」（現：角川大映スタジオ）となったが、本多はそのまま同地に勤め続けた。
本多が在籍していた当時の大映は、永田雅一社長・川口松太郎専務のもとで、黒澤明監督の『羅生門』（1951年）や衣笠貞之助監督の『地獄門』（1954年）がヴェネツィア国際映画祭やカンヌ国際映画祭でグランプリを獲得するなど、破竹の勢いの時代であった。
また戦後には、1950年代に日活によって日活調布撮影所が新規建設され、調布市南東部の多摩川沿いには2つの映画撮影所が所在することとなった。
1971年（昭和46年）11月29日、本多の古巣である大映は倒産し、同社は労働組合の管理下に置かれることとなった。

### 革新市政
1942年（昭和17年）、調布町議員に初当選。第二次世界大戦終戦後、1945年（昭和20年）に日本社会党結成中央委員に就任。
1955年（昭和30年）4月1日、調布町は神代町と新設合併して調布市となり、市制施行した。同月には京王多摩川野球場の跡地に、京王帝都電鉄（現：京王電鉄）が遊園地「京王遊園」を開園した。
本多は、同1955年の東京都議会議員選挙に立候補したが落選。1957年、1958年と行われた調布市長選に出馬しいずれも次点であった。58歳で1962年（昭和37年）7月22日の第6回調布市長選挙に日本社会党公認で立候補して初当選。以来1966年、1970年、1974年の市長選では4期連続当選し、16年にわたって調布市長を務めた。
当時の調布市は、高度経済成長を背景に東京都心のベッドタウンとして発展途上で人口10万人を超えようとしており、革新市政としてそのための施策を行った。京王閣競輪場については、競輪廃止を訴えていた日本社会党の従来の方針を反省し、市の財政のために方針を転換して競輪事業を継続した。
また任期中の1972年（昭和47年）12月21日、調布市の未来像を描いた「基本構想」を市長として提案、同23日に調布市議会において満場一致で採択された。
1972年（昭和47年）3月9日から1974年（昭和49年）6月30日まで、東京都市長会の第10代会長を務める。
1977年（昭和52年）には、調布市役所旧庁舎の跡地に調布市グリーンホール・総合福祉センターが竣工した。
1978年（昭和53年）に任期満了で調布市長を引退。1980年（昭和55年）に死去。77歳没。

## 著書
- 『カツドウ屋市長奮戦記 - 東京・調布市に根づく革新市政』社会新報社、1968年。

## 映画のまち調布
本多の没後、調布市は市内に角川大映スタジオ、日活調布撮影所の2つの映画スタジオを擁することから「映画のまち調布」として町おこしを行っている。